# Total Request Live
Total Request Live, também conhecido por TRL, é um programa estadunidense transmitido pela MTV onde se faz uma contagem diária do Top 10 dos videoclipes mais votados pelo público, onde também ocorria lançamentos de clipes, noticias sobre a cultura pop, e participação de artistas ao vivo, sempre com a presença de uma plateia. Foi originalmente apresentado pelo VJ Carson Daly, e várias vezes em parceria com os próprios artistas convidados, ou VJs que faziam parte do canal.
Ganhou popularidade com o público adolescente, e ficou conhecido por divulgar novos talentos na musica, que iniciaram suas carreiras no final da década de 1990 e começo dos anos 2000, como Britney Spears, Christina Aguilera, Destiny's Child, Eminem, Justin Timberlake, Blink-182, Jessica Simpson, Backstreet Boys, 'NSYNC, Avril Lavigne, Jennifer Lopez, Usher, Linkin Park, Ciara, Hilary Duff entre outros, que foram beneficiados com a divulgação do programa.
O TRL foi cancelado pela MTV em 16 de novembro de 2008, devido a baixa audiência, graças a popularização de sites como o YouTube. Em outubro de 2017, a MTV voltou com o programa diariamente e com seu formato original. Em 2019, o programa passou a ser exibido nas manhãs de sábado às 10h00, como TRL Top 10. Depois foi rebatizado para Fresh Out Live.

## História
Total Request Live originou-se de vários programas anteriores de pedidos de videoclipe da MTV, como Dial MTV e MTV's Most Wanted, que eram exibidos pelo canal desde 1986. Em 1997, a MTV começou a produzir um programa denominado MTV Live, nos estúdios da Times Square em Manhattan, Nova Iorque. O programa era focado em lançamentos de videoclipes, entrevistas com celebridades, atrações musicais ao vivo, e notícias sobre a cultura pop do momento. Durante esse período, a MTV lançou um programa de clipes mais pedidos, chamada de Total Request, que tinha sua exibição antes do MTV Live. Ambos os programas ganharam popularidade, e se tornaram os mais vistos do canal.
Com o sucesso, em 1998, a MTV decidiu unir o MTV Live com o Total Request, nascendo o Total Request Live, que foi apresentado pela primeira vez nos estúdios da Times Square em 14 de setembro de 1998. O TRL se tornou o principal programa de lançamento de videoclipes da MTV. Também virou uma grande vitrine de divulgação para os filmes, álbuns, singles, e até seriados que seriam lançados.  
A votação era realizada, através do telefone e do site da MTV. Para assegurar que a parada contasse com videoclipes recentes, estabeleceu-se uma regra, que consistia na eliminação do clipe após este aparecer cinquenta vezes no Top 10.

### Fases do TRL e Destaques
Em fevereiro de 1999, o acrônimo TRL foi adotado como o título oficial do programa, dado que os VJs Carson Daly e Dave Holmes se referiam ao programa dessa forma enquanto o apresentavam. No ano de 2000, foi criada uma edição especial de fim de semana do TRL, conhecida como "TRL Weekend", que contava com os dez clipes mais votados da semana. Depois de vencer um concurso de telespectadores para entrevistar celebridades no MTV Video Music Awards de 2000, Hilarie Burton foi contratada como VJ, e se tornou uma apresentadora fixa do TRL, permanecendo até 2004, quando começou a filmar a segunda temporada da série One Tree Hill.
Em julho de 2001, a MTV produziu a "Total Request Live Tour", uma turnê com mais de 30 shows pela América do Norte, que contou com artistas como Destiny's Child, 3LW, Jessica Simpson, Eve e Nelly. No mesmo ano, Michael Jackson, concedeu uma entrevista exclusiva para o programa, durante a divulgação de seu álbum Invincible.
Em 23 de outubro de 2002, o TRL comemorou seu milésimo episódio, e o clipe que alcançou o 1º lugar naquele dia, foi "Dirrty" da Christina Aguilera. Também ao longo do ano de 2002, o apresentador original Carson Daly seria visto cada vez menos, à medida que migrava para a NBC para apresentar seu próprio talk show. O programa também passou a contar com matérias de correspondentes da MTV News, relatando os últimos acontecimentos no entretenimento.
Em 2005, o sistema de votação passou por mudanças. A MTV permitia que qualquer pessoa votasse online várias vezes, mas como parte dessas mudanças, apenas membros registrados no MTV.com podiam votar online. Além disso, foi adicionado um limite de um voto por dia. Na mesma época, estreou o quadro "Shoutout", onde o telespectador enviava um vídeo de 15 segundos, e podia aparecer em uma pequena tela durante a exibição dos videoclipes. "La Tortura" da cantora Shakira em parceria com Alejandro Sanz, foi o primeiro clipe de uma música em espanhol a alcançar o primeiro lugar na parada.
Em 10 de julho de 2006, a MTV anunciou que a votação não seria mais feita por telefone, encerrando o legado do número de telefone "DIAL MTV", que estava em uso para votação desde a estreia do Dial MTV, em meados da década de 1980. Em setembro de 2006, o TRL completou oito anos e, naquele momento, era o programa ao vivo mais antigo, que a MTV já havia produzido. Nessa época, começou a ser transmitido apenas quatro dias por semana (de segunda a quinta).
Em 22 de maio de 2007, o TRL comemorou 2.000 episódios, mostrando destaques dos últimos 2.000 episódios e uma contagem regressiva especial de dez dos vídeos de maior sucesso que já apareceram no programa. “Cry Me a River ” de Justin Timberlake, liderou a parada especial.
Em 2007, o TRL teve seu pior desempenho de audiência, com uma média de 373 mil telespectadores por programa. Com isso, a MTV passou a exibir vídeos virais, e os telespectadores podiam participar do programa pela webcam. Na época, foi lançado o portal de vídeos da MTV, "Overdrive", e o programa passou a divulgar incessantemente.

### O Fim do TRL
Em 15 de setembro de 2008, foi anunciado que o TRL seria encerrado. O último episódio regular da semana foi ao ar em 13 de novembro de 2008. Um especial de três horas, chamado de "Total Finale Live", marcou o final do programa em 16 de novembro de 2008. Vários artistas fizeram aparições, incluindo Eminem, Snoop Dogg, Nelly, Fall Out Boy, Backstreet Boys, Justin Timberlake, Christina Aguilera, Travis Barker, Taylor Swift, Hilary Duff, entre outros. Beyoncé fez uma apresentação especial, com seus sucessos da época, If I Were A Boy e Single Ladies, e seu primeiro sucesso solo Crazy In Love. O último videoclipe a ser reproduzido no TRL foi o " ...Baby One More Time" da Britney Spears, sendo o vídeo que ficou em primeiro lugar na contagem dos 10 videoclipes mais icônicos de todos os tempos.

### Edições Especiais (2014–2016)
Em 25 de junho de 2014, a MTV anunciou que traria de volta o TRL para uma edição especial única no dia 2 de julho, apresentada pelo VJ Sway, com a cantora Ariana Grande, que cantou seu single "Problem" e estreou sua música "Break Free". O especial foi intitulado "Total Ariana Live" e manteve o formato clássico do programa. Grande disse ser “uma grande honra” fazer parte do TRL. O episódio atraiu uma média de 456.000 espectadores.
Em 27 de setembro de 2016, como parte da campanha "Elect This" da MTV, o canal reviveu o programa para um especial ao vivo de uma hora chamado de "Total Registration Live". Teve apresentação do rapper Ty Dolla $ign, e participações de Kendall Jenner, Joss Whedon, Camila Cabello, Vic Mensa, Natalia Dyer e Mack Wilds.

### Retorno (2017–2019)
Em 30 de julho de 2017, a MTV anunciou que iria reviver o TRL, com apresentações ao vivo, entrevistas, noticias, mas sem a parada de clipes.
Em 22 de janeiro de 2018, o TRL foi reduzido pela metade, de uma hora inteira para apenas meia hora por dia. Em fevereiro de 2018, foi lançada uma edição noturna de meia hora do TRL, "Total Request LateNight". O programa foi ao ar nas segundas e terças-feiras às 23h, e costumava ser um pós-show de um programa anterior. Em 23 de abril de 2018, a MTV lançou uma edição matinal diária pré-gravada de uma hora de duração, intitulada "Total Request AM", trazendo de volta a parada de clipes, nessa edição.
Em 2019, passou por outra reformulação, agora se chamaria "TRL Top 10". Após a pandemia, o programa foi relançado com o nome "Fresh Out Live", e vai ao ar todas as sextas-feiras.

## TRL no Mundo
- Alemanha – TRL Germany, com estúdios em Berlim, transmitido diariamente das 16:00 às 17:00.
- Austrália – Transmitido apenas às sextas-feiras.
- Itália – TRL Italy, iniciado a 2 de novembro de 1999, transmitido diariamente das 15:00 às 16:00.
- Polónia – TRL Poland, iniciado em 11 de julho de 2005, transmitido diariamente das 17:00 às 18:00.
- Reino Unido – TRL UK, com estúdios em Londres, transmitido diariamente até 2005, depois passou a ser uma vez por semana.